# Kom nog even niet naar hier
Kom nog even niet naar hier is een nummer van het Nederlandse cabaret- en zangduo Acda & De Munnik. Het is de tweede single van hun zesde studioalbum Nachtmuziek.
"Kom nog even niet naar hier" is een akoestische ballad die gaat over een relatie die op het punt staat op de klippen te lopen. Thomas Acda verzorgt de hoofdvocalen, terwijl Paul de Munnik te horen is op de achtergrond. Het nummer bereikte geen hitlijsten, maar werd wel op de Nederlandse radio gedraaid, voornamelijk door 100% NL.